# Tolberto IV da Camino
Tolberto IV da Camino (... – 1360) è stato un nobile e giudice italiano.

## Biografia
Figlio di Rizzardo VII e Stilichia di Onigo, il suo matrimonio con Leonardina della Torre fu combinato quando i futuri sposi erano ancora bambini, come segno di distensione dopo i dissapori emersi tra il padre di Tolberto e il Patriarca di Aquileia Pagano della Torre.
Nel 1358 Tolberto fu inserito dal Consiglio dei Trecento di Treviso nella magistratura cittadina; nell'occasione gli fu chiesto di dimorare in città per ricoprire l'incarico di giudice. In quel momento Tolberto era signore di Solighetto; questo grazie al fatto che la famiglia aveva, negli anni precedenti, recuperato una parte dei possedimenti che aveva perso in occasione delle controversie con la Repubblica di Venezia e il vescovo di Ceneda Francesco Ramponi emerse circa vent'anni prima.

## Discendenza
Tolberto ebbe due figli da Leonardina della Torre:
- Gherardo VII;
- Biaquino VIII, nato nel 1361 e morto probabilmente in giovanissima età.

A questi va aggiunto un figlio forse naturale:
- Rizzardo IX, che sposò per procura la nobile Maria Barbo, figlia di Pantaleone Barbo, nella chiesa di Camino nel 1374[2]. Nel suo testamento, datato 1383, chiese di essere sepolto nella Chiesa di San Francesco di Portogruaro[1].